# Вишняцький Леонід Борисович
Леоні́д Бори́сович Вишняцький (рос. Вишняцкий Леонид Борисович, нар.1960 р.) — російський археолог, доктор історичних наук, провідний науковий співробітник відділу археології палеоліту Інституту історії матеріальної культури РАН (м. Санкт-Петербург).

## Життєпис
У 1983 р. закінчив навчання на історичному факультеті Ленінградського державного університету, кафедра археології. У 1983 р. поступив на аспірантуру ІІМК РАН.
У 1987 р. захистив кандидатську дисертацію на тему «Палеоліт Туркменії» (рос. Палеолит Туркмении).
Проводив розкопки та розвідки пам'яток кам'яної доби Сибіру, Середньої Азії і Російської рівнини.
Спеціаліст з палеоліту Середньої Азії, Казахстану, Близького і Середнього Сходу, антропогенезу, походження верхнього палеоліту, теоретичних аспектів палеолітознавства. Автор понад 100 публікацій з археології та еволюції людини. Область наукових інтересів — культура кам'яної доби, становлення знакової поведінки, антропогенез.
З 2001 р. — головний редактор «Російського археологічного щорічника» (рос. Российский археологический ежегодник).
У 2006 р. захистив докторську дисертацію на тему «Культурна динаміка в середині пізнього плейстоцену і перехід до верхнього палеоліту» (рос. Культурная динамика в середине позднего плейстоцена и переход к верхнему палеолиту). Від 2006 р. — член Вченої ради ІІМК РАН, член дисертаційної ради ІІМК РАН, відповідальний редактор палеолітичних номерів журналу «Stratum plus».

## Праці
12 наукових і науково-популярних книг (5 з них у співавторстві) та понад 100 статей.
- (рос.)«Человек в лабиринте эволюции [Архівовано 5 травня 2016 у Wayback Machine.]». — М.: Весь Мир, 2004. ISBN 978-5-7777-0270-8.
- (рос.)«Происхождение знакового поведения [Архівовано 5 травня 2016 у Wayback Machine.]», Научный мир, 2004. ISBN 5-89176-251-X.
- (рос.)«История одной случайности, или Происхождение человека [Архівовано 5 травня 2016 у Wayback Machine.]», Век 2, 2005. ISBN 5-85099-154-9.
- (рос.)«Введение в преисторию: Проблемы антропогенеза и становления культуры [Архівовано 5 травня 2016 у Wayback Machine.]» (Курс лекций), Высшая антропологическая школа, 2005. ISBN 9975-9607-9-0.
- (рос.)«Узловые проблемы перехода к верхнему палеолиту в Евразии [Архівовано 5 травня 2016 у Wayback Machine.]», Нестор-История, 2007. ISBN 978-5-9818-7229-7.
- (рос.)«Неандертальцы. История несостоявшегося человечества [Архівовано 5 травня 2016 у Wayback Machine.]», Нестор-История, 2010. ISBN 978-5-981-7-614-1.